# 温州光唇鱼
温州光唇鱼（学名：Acrossocheilus wenchowensis），又稱溫州石𩼧，为輻鰭魚綱鯉形目鲤科光唇鱼属的鱼类。在中国，分布于浙江的瓯江水系、广东的韩江水系、福建的闽江和九龙江等水系，體長可達15.5公分，棲息在河川底中層水域，生活習性不明，可做為食用魚。该物种的模式产地在浙江温州。

## 扩展阅读
維基物種上的相關：温州光唇鱼